# Franklinit
Franklinit (Berthier, 1819), chemický vzorec (Zn,Mn,Fe)2+(Fe,Mn)3+2O4, je krychlový minerál.
Pojmenován podle lokality Franklin v New Jersey, USA a na počest amerického státníka, filosofa a vynálezce Benjamina Franklina.

## Původ
Vzniká vysokoteplotní přeměnou mořských karbonátových sedimentů bohatých na Fe, Mn, Zn. V malé míře se nalézá v některých železných a manganových ložiscích.

## Morfologie
Krystaly běžně ve tvaru oktaedru, často se zaoblenými rohy a velikosti až 22 cm, méně často dodekaedry a vzácně krychle. Dvojčatí podle {111}. Agregáty zrnité, masivní.

## Vlastnosti
- Fyzikální vlastnosti: Tvrdost 6–6,5, křehký, hustota 5–5,2 g/cm³, štěpnost nedokonalá podle {111}, lom nepravidelný až lasturnatý.
- Optické vlastnosti: Barva: černá, hnědá, červená. Lesk kovový až polokovový, průhlednost: opakní, tenké úlomky průsvitné, vryp červenohnědý až černý.
- Chemické vlastnosti: Složení: Zn 16,59 %, Mn 18,58 %, Fe 37,78 %, O 27,06 %, příměsi Al, Ti, Ca. Rozpustný v HCl. Před dmuchavkou se netaví, ale stává se magnetickým.

## Podobné minerály
- magnetit, chromit

## Parageneze
- zinkit, willemit, kalcit, andradit, rodochrozit, gahnit,magnetit, rodonit, hausmannit, jakobsit, braunit, hematit

## Využití
Franklinit se používal jako minoritní ruda zinku, manganu a železa.

## Naleziště
Vzácně se vyskytující minerál.
- Česko – Hraničná
- Německo – Severní Porýní-Vestfálsko
- Švédsko
- Rusko – poloostrov Kola, Dálný východ – Bajkalská oblast
- USA – Franklin v New Jersey
- a další.